# Clásico de Lomas
El Clásico de Lomas entre Los Andes y Temperley es un evento futbolístico que se disputa entre estos dos clubes de la provincia de Buenos Aires, Argentina. Ambos clubes están localizados en el partido de Lomas de Zamora, en la zona sur del Gran Buenos Aires.

## Historia del clásico
La rivalidad entre Los Andes y Temperley se originó a comienzo de los 40, cuando ambas instituciones empezaron a cruzarse en los torneos de ascenso, eso sumado a la cercanía geográfica y al gran historial de partidos disputados, eso hizo que se convirtiera en un verdadero clásico de Lomas de Zamora.
Los partidos entre Los Andes y Temperley eran considerados como de los grandes clásicos del ascenso, habiéndose jugado tanto en Primera B Nacional como en la Primera B.
Se caracteriza a las hinchadas de ambos clubes como muy "movilizadas" a la hora de enfrentar a su eterno rival. Los partidos son de transmitirse por TyC Sports y varios medios nacionales o partidarios de las dos instituciones.
Por la gran convocatoria de ambos clubes, el clásico Los Andes - Temperley es considerado como uno de los más importantes clásicos del Partido de Lomas de Zamora, incluso se llegó a comparar como igual o más trascendente que el Clásico del Sur.
El Clásico también es conocido por lamentables hechos de violencia, entre ellos la muerte de un barra de Temperley llamado "El Gallego" a manos de un grupo de Barras de Los Andes. Ese hecho junto a otros antecedentes hizo que la rivalidad creciera mucho más.
Dato curioso es que estos equipos nunca pudieron coincidir en Primera División, convirtiéndose en la categoría pendiente para jugar el clásico.
Entre los jugadores importantes que llegaron a jugar el clásico se encuentran Jonatan Maidana para Los Andes y Gabriel Hauche para Temperley.
El 4 de octubre de 2015 se realizó una maratón a beneficio en Lomas de Zamora con la participación de Los Andes y Temperley para fomentar la No violencia y el deporte. Dicha maratón fue organizada por el Municipio de Lomas de Zamora con la colaboración del intendente Martin Insaurralde.
El último y más reciente partido que se jugó fue en 2019, donde Los Andes derrotó a Temperley 1 a 0 con gol de Matías Linas, estirando la ventaja en el historial a favor del "Milrayitas".
Actualmente Temperley disputa la Primera Nacional y Los Andes la Primera B Metropolitana.

## Hinchadas
Las hinchadas tanto de Temperley como Los Andes son consideradas de las más populares de Zona Sur. Es por eso que siempre cuando se juega el clásico ambos equipos son de llevar bastante gente para esos partidos. En los años donde había visitantes en el ascenso era muy común ver las tribunas del Eduardo Gallardón como del Alfredo Beranger bastante llenas con hinchas de los dos equipos.
La barra de Temperley es conocida como "Los Inmortales", mientras que la de Los Andes es "La Única Banda Del Sur", conocidas más que nada por los enfrentamientos violentos.

### Censo nacional de hinchas
A través de una encuesta realizada por TyC Sports, en 2015 se realizó el "Censo Nacional de Hinchas", donde participaron equipos de todo el país para votar al club con más hinchas de Argentina, Los Andes y Temperley estuvieron en el censo y estos fueron los resultados finales.(El censo fue hecho a través de internet, no muestra la cantidad exacta) 
| 38°                                         | Temperley | 0,17 % |
| 20°                                         | Los Andes | 0,74 % |
| Censo nacional de hinchas TyC Sports, 2015. |           |        |

## Logros futbolísticos

### Campañas
Temperley tiene una ventaja de campeón de ascensos conseguidos, con 2, Campeón de la Primera B 1974 y Primera C 1995; Mientras que Los Andes solo logró salir campeón en 1960 de la Primera B. En tanto a campañas en Primera División, el Gasolero también lleva una ventaja, terminando Subcampeón en 1924 y tercero en 1983. Los Andes por su parte su mejor participación fue en 1968, terminando en el sexto lugar.
Tanto Temperley como Los Andes nunca lograron un campeonato en la Primera División ni una clasificación a una copa internacional, aunque el Gasolero estuvo cerca de la clasificación a la Copa Libertadores de 1984 y a la Copa Libertadores de 2019, pero no lo logra finalmente.

### Copa Argentina
En participaciones en la Copa Argentina, Los Andes lleva ventaja en haber participado en más ediciones hasta el momento. desde su primera participación en la Copa Argentina 1969, en cambio el equipo "Gasolero" empezó a participar a partir de la edición 2011/2012, que incluye a todos los clubes del país.
Compartieron participación en las ediciones 2011, 2012, 2013, 2014, y 2015/2016, en donde todavía no lograron cruzarse en alguna instancia.
El equipo "Gasolero" adelanta al conjunto "Milrayitas" en la clasificación de este torneo, luego de haber llegado a las instancias de Semifinal de la edición 2018, en la que Temperley iguala 1 a 1 contra Rosario Central, perdiendo la clasificación a la final en los penales.

### Fundaciones
Temperley se fundó el 1 de noviembre de 1912, Los Andes por su parte se funda el 1 de enero de 1917, actualmente los dos clubes llegaron a tener sus respectivos centenarios.

### Datos generales
- Los Andes se encuentra arriba en el historial de forma ininterrumpida desde la victoria del 18/12/1948, 3-1 en Banfield. Temperley estuvo arriba en el historial en solo 2 etapas:  - 30 de diciembre de 1945 a 26 de abril de 1947.  - 19 de junio de 1948 a 18 de septiembre de 1948.
- El clásico nunca llegó a jugarse en Primera División, Primera C ni Primera D, categoría que nunca llegaron a jugar ninguno de los dos equipos.
- En el 2014 Temperley logra el ascenso a Primera División, y unos días antes Los Andes consigue el ascenso a la B Nacional, convirtiéndose ese año como uno de los pocos donde ambos rivales festejaron un ascenso.
- En los últimos torneos donde los dos equipos competían, Los Andes logró ascender en el 2000 a Primera División y en el 2008 a la B Nacional, mientras que Temperley logra el ascenso al Nacional en el 2014.
- Uno de los partidos más recordados fue en el 2004, cuando después de varios años se volvía a jugar el clásico, ese encuentro terminaría siendo a favor de Los Andes, ganando en el Eduardo Gallardon, por 2 a 1, Jonatan Maidana marco uno de los dos goles
- A pesar de ser rivales, institucionalmente siempre se caracterizó por la buena relación de los dos clubes, llegando a participar en eventos juntos o organizaciones.
- Dato interesante es que la primera camiseta que uso Temperley fue de color rojo, uno de los dos colores que representa a Los Andes.
- El partido con mayor cantidad de goles fue en 1978, un empate 4 a 4.
- El partido con mayor diferencia de goles fue en 1966, en el que Temperley gana 6 a 0.
- Ambos fueron patrocinados al mismo tiempo por las marcas de indumentaria deportiva Ohcan y Nanque.

## Tabla comparativa
| Clásico Los Andes - Temperley                       | Los Andes                                | Temperley                          |
| --------------------------------------------------- | ---------------------------------------- | ---------------------------------- |
| Apodo                                               | Mil Rayitas                              | Gasolero Celeste                   |
| Categoría Actual                                    | Primera Nacional                         | Primera Nacional                   |
| Localidad                                           | Lomas de Zamora                          | Temperley                          |
| Fundación                                           | 1 de enero de 1917                       | 1 de noviembre de 1912             |
| Estadio                                             | Eduardo Gallardón                        | Alfredo Beranger                   |
| Capacidad del Estadio                               | 38.000                                   | 25.000                             |
| Temporadas en Primera División                      | 6                                        | 19                                 |
| Temporadas en Primera Nacional                      | 19                                       | 13                                 |
| Temporadas en Primera B (2ª división)               | 38                                       | 45                                 |
| Temporadas en Primera B Metropolitana (3ª división) | 21                                       | 19                                 |
| Temporadas en Primera C (3ª división)               | 9                                        | 0                                  |
| Temporadas en Primera C (4ª división)               | 0                                        | 2                                  |
| Temporadas Desafiliado                              | 0                                        | 2                                  |
| Campeonatos                                         | 3 (Primera B 1960, Primera C 1938, 1957) | 2 (Primera B 1974, Primera C 1995) |
| Mejor Puesto en Primera División                    | 6º (1968)                                | 2º (1924) 3° (1983)                |

## Partidos oficiales
| #  | Torneo                            | Ronda   | Estadio   | Local     | Resultado | Visitante | Goles (L)                                                        | Goles (V)                                              |
| -- | --------------------------------- | ------- | --------- | --------- | --------- | --------- | ---------------------------------------------------------------- | ------------------------------------------------------ |
| 1  | Segunda División 1939             | 16      | Temperley | Temperley | 1-3       | Los Andes | Simon Mathias (p)                                                | Manuel Da Graca, Eduardo Garrafa y Pedro Edwards       |
| 2  | Segunda División 1940             | 1       | Temperley | Temperley | 5-0       | Los Andes | Viacaba (2), Agnolín (2), Escribano (e/c)                        |                                                        |
| 3  | Segunda División 1940             | 18      | Los Andes | Los Andes | 2-0       | Temperley | De Andreis, Furnó                                                | Emilio Pérez                                           |
| 4  | Segunda División 1941             | 7       | Los Andes | Los Andes | 6-1       | Temperley | Cerro (2), D. Giménez, Núñez Danino, Raúl Valsecchi (p), Zatelli | Agnolín                                                |
| 5  | Segunda División 1941             | 24      | Banfield  | Temperley | 3-1       | Los Andes | Agnolín (2), Beghé (e/c)                                         | Carlos Vázquez                                         |
| 6  | Segunda División 1944             | 5       | Temperley | Temperley | 1-2       | Los Andes | Pedro Gallina                                                    | Novo, D'Alessandro                                     |
| 7  | Segunda División 1944             | 26      | Los Andes | Los Andes | 0-3       | Temperley |                                                                  | Heriberto Flores, Passeri, Rivera                      |
| 8  | Segunda División 1945             | 20      | Temperley | Temperley | 1-0       | Los Andes | Antonio Núñez                                                    |                                                        |
| 9  | Segunda División 1945             | 41      | Los Andes | Los Andes | 3-5       | Temperley | Pazos, Deleva, Berrud (e/c)                                      | H. Flores (2), E. Rodríguez, Núñez, Valle              |
| 10 | Segunda División 1946             | 9       | Los Andes | Los Andes | 1-4       | Temperley | Deleva                                                           | Harguinteguy (4, 1p)                                   |
| 11 | Segunda División 1946             | 30      | Temperley | Temperley | 3-5       | Los Andes | Donnola (3)                                                      | F. J. Costa (2), Reggi, D'Alessandro, Rivero           |
| 12 | Segunda División 1947             | 4       | Los Andes | Los Andes | 1-0       | Temperley | Bruzzone                                                         |                                                        |
| 13 | Segunda División 1947             | 23      | Temperley | Temperley | 1-1       | Los Andes | Passeri                                                          | C. D. Ávalos                                           |
| 14 | Torneo Preparación 1948           | ZS ?    | Los Andes | Los Andes | 3-1       | Temperley | Allison, T. Rivero, F. J. Costa                                  | Barbuzzi                                               |
| 15 | Torneo Preparación 1948           | ZS ?    | Temperley | Temperley | 4-1       | Los Andes | Eugenio Bassino (2), Manuel Fernández, Barbuzzi                  | Corbacho                                               |
| 16 | Segunda División 1948             | 7       | Temperley | Temperley | 2-1       | Los Andes | Barbuzzi, Gandulla                                               | Gervasi                                                |
| 17 | Segunda División 1948             | 18      | Los Andes | Los Andes | 2-1       | Temperley | Barrera, Arcieri (p)                                             | Carlos E. González                                     |
| 18 | Segunda División 1948             | 7 ZP    | Lanús     | Los Andes | 3-1       | Temperley | J. E. Campos, Scandroli, Pillado                                 | Cúcaro (p)                                             |
| 19 | Primera B 1949                    | 5       | Temperley | Temperley | 1-1       | Los Andes | Leone                                                            | Arcieri                                                |
| 20 | Primera B 1949                    | 26      | Los Andes | Los Andes | 2-1       | Temperley | Riccardi, Allison                                                | Barbuzzi                                               |
| 21 | Primera B 1950                    | 9       | Temperley | Temperley | 1-3       | Los Andes | Héctor Cerioni                                                   | J. R. Rodríguez, Riccardi, Savino (e/c)                |
| 22 | Primera B 1950                    | 20      | Los Andes | Los Andes | 5-0       | Temperley | Panzutto (4), Arcieri                                            |                                                        |
| 23 | Copa Perón 1950                   | ZB 5    | Temperley | Temperley | 3-2       | Los Andes | Del Castillo (2), Gulla                                          | Riccardi (2)                                           |
| 24 | Copa Perón 1950                   | ZB 10   | Los Andes | Los Andes | 5-1       | Temperley | Panzutto (3), Pillado, Bernau (e/c)                              | Gulla                                                  |
| 25 | Primera B 1951                    | 15      | Los Andes | Los Andes | 2-1       | Temperley | Riccardi (2)                                                     | Berdía                                                 |
| 26 | Primera B 1951                    | 30      | Temperley | Temperley | 1-2       | Los Andes | Víctor Hugo Prato                                                | Del Castillo, Riccardi                                 |
| 27 | Copa Raúl Colombo 1952            | ?       | Los Andes | Los Andes | 0-0       | Temperley |                                                                  |                                                        |
| 28 | Primera B 1952                    | 3       | Temperley | Temperley | 4-1       | Los Andes | Prato 2 (1p), Petirosi, Riesgo                                   | Marino                                                 |
| 29 | Primera B 1952                    | 20      | Los Andes | Los Andes | 5-1       | Temperley | Panzutto (4), Riccardi                                           | Riesgo                                                 |
| 30 | Primera B 1953                    | 17      | Temperley | Temperley | 1-3       | Los Andes | Pratto                                                           | Sirri (3)                                              |
| 31 | Primera B 1953                    | 34      | Los Andes | Los Andes | 4-2       | Temperley | F. J. Costa (2, 2p), De Vicenzo, Sirri                           | V. H. Prato y J. C. Vilar                              |
| 32 | Primera B 1954                    | 5       | Los Andes | Los Andes | 2-1       | Temperley | De la O, De Vicenzo                                              | Riesgo                                                 |
| 33 | Primera B 1954                    | 22      | Temperley | Temperley | 3-0       | Los Andes | Garófalo (2), Ávila                                              |                                                        |
| 34 | Primera B 1958                    | 7       | Temperley | Temperley | 1-4       | Los Andes | A. Domínguez                                                     | V. Fernández (e/c), Ricagno, Del Moro, Migone          |
| 35 | Primera B 1958                    | 24      | Los Andes | Los Andes | 1-1       | Temperley | Ricagno                                                          | Curi                                                   |
| 36 | Primera B 1959                    | 7       | Temperley | Temperley | 2-2       | Los Andes | A. Domínguez, M. A. Gallo                                        | Manzi, Baiocco (p)                                     |
| 37 | Primera B 1959                    | 24      | Los Andes | Los Andes | 2-1       | Temperley | Ricagno, Bolaña                                                  | A. Domínguez                                           |
| 38 | Primera B 1960                    | 7       | Temperley | Temperley | 0-3       | Los Andes |                                                                  | Baiocco, N. Figueroa, A. R. Reynoso                    |
| 39 | Primera B 1960                    | 24      | Los Andes | Los Andes | 3-3       | Temperley | Migone (2), A. R. Reynoso                                        | Cortón, Molnar, Scialino                               |
| 40 | Primera B 1962                    | 5       | Los Andes | Los Andes | 0-0       | Temperley |                                                                  |                                                        |
| 41 | Primera B 1962                    | 22      | Temperley | Temperley | 1-2       | Los Andes | Calabró                                                          | Migone, R. Salas                                       |
| 42 | Primera B 1963                    | 10      | Los Andes | Los Andes | 1-0       | Temperley | C. A. Álvarez                                                    |                                                        |
| 43 | Primera B 1963                    | 27      | Temperley | Temperley | 2-1       |           | Roletto, Diéguez                                                 | Scialino (p)                                           |
| 44 | Primera B 1964                    | ZS 7    | Temperley | Temperley | 1-0       | Los Andes | Cantú                                                            |                                                        |
| 45 | Primera B 1964                    | ZS 18   | Los Andes | Los Andes | 1-2       | Temperley | A. Sastre                                                        | Cantú, Diz                                             |
| 46 | Primera B 1965                    | 21      | Temperley | Temperley | 1-1       | Los Andes | Solé (p)                                                         | Cassi                                                  |
| 47 | Primera B 1965                    | 44      | Los Andes | Los Andes | 2-2       | Temperley | O. T. López (2)                                                  | A. Escos, Tarabini                                     |
| 48 | Primera B 1966                    | 12      | Temperley | Temperley | 2-0       | Los Andes | L. Diz, Janín                                                    |                                                        |
| 49 | Primera B 1966                    | 33      | Los Andes | Los Andes | 0-6       | Temperley |                                                                  | Sello (2), Valentukonis, H. Minitti, Pizarro, Solé (p) |
| 50 | Primera B 1972                    | 5       | Los Andes | Los Andes | 1-1       | Temperley | Scaminacci                                                       | J. C. Merlo                                            |
| 51 | Primera B 1972                    | 22      | Temperley | Temperley | 1-0       | Los Andes | J. J. López                                                      |                                                        |
| 52 | Primera B 1973                    | 4       | Los Andes | Los Andes | 0-2       | Temperley |                                                                  | Corbalán, Magalhaes                                    |
| 53 | Primera B 1973                    | 23      | Temperley | Temperley | 4-1       | Los Andes | Biondi, Corbalán, Vitulano, Mazzei                               | Patti (p)                                              |
| 54 | Primera B 1974                    | TP 6    | Los Andes | Los Andes | 0-1       | Temperley |                                                                  | Patti                                                  |
| 55 | Primera B 1974                    | TP 15   | Temperley | Temperley | 3-3       | Los Andes | Corbalán (2), Alejandro García                                   | J. Molina, Piñero, Héctor López                        |
| 56 | Primera B 1974                    | CC 6    | Los Andes | Los Andes | 1-1       | Los Andes | J. Molina                                                        | Patti                                                  |
| 57 | Primera B 1974                    | CC 15   | Temperley | Temperley | 2-3       | Los Andes | Fierro (p), Biondi                                               | Piñero (2), Aimetta                                    |
| 58 | Primera B 1978                    | 14      | Los Andes | Los Andes | 4-4       | Temperley | Rubén Rojas (2, 1p), Aimetta, Stawkowy                           | M. Pereyra (2), J. Verón, García Sangenis              |
| 59 | Primera B 1978                    | 31      | Temperley | Temperley | 1-1       | Los Andes | J. Verón                                                         | Stawkowy                                               |
| 60 | Primera B 1979                    | 3       | Temperley | Temperley | 0-1       | Los Andes |                                                                  | Cuellos                                                |
| 61 | Primera B 1979                    | 20      | Los Andes | Los Andes | 1-2       | Temperley | Cuellos                                                          | Candedo (2)                                            |
| 62 | Primera B 1980                    | 2       | Los Andes | Los Andes | 2-2       | Temperley | Lanza (2, 1p)                                                    | Coronel (2)                                            |
| 63 | Primera B 1980                    | 21      | Temperley | Temperley | 2-2       | Los Andes | Candedo, Cáneva                                                  | Cuelloa (2)                                            |
| 64 | Primera B 1981                    | 14      | Los Andes | Los Andes | 2-0       | Temperley | J. Díaz, A. González                                             |                                                        |
| 65 | Primera B 1981                    | 35      | Temperley | Temperley | 1-2       | Los Andes | Masotto                                                          |                                                        |
| 66 | Primera B 1982                    | 16      | Los Andes | Los Andes | 0-1       | Temperley | Cortina Durá                                                     |                                                        |
| 67 | Primera B 1982                    | 37      | Temperley | Temperley | 2-1       | Los Andes | Siviski, Aldape                                                  | Cuellos                                                |
| 68 | Nacional B 1987/88                | 20      | Temperley | Temperley | 2-1       | Los Andes | Caviglia, Raffo                                                  | Villafañe                                              |
| 69 | Nacional B 1987/88                | 41      | Los Andes | Los Andes | 1-0       | Temperley | V. Alarcón                                                       |                                                        |
| 70 | Nacional B 1988/89                | 3       | Los Andes | Los Andes | 3-0       | Temperley | Franchoni, Ferraresi, Tessone                                    |                                                        |
| 71 | Nacional B 1988/89                | 24      | Temperley | Temperley | 1-1       | Los Andes | Cortina Durá                                                     | Franchoni                                              |
| 72 | Primera B Metropolitana 1990/91   | 15      | Los Andes | Los Andes | 0-3       | Temperley |                                                                  | Stranges, Bottari (p), Torrillas                       |
| 73 | Primera B Metropolitana 1990/91   | 30      | Temperley | Temperley | 0-3       | Los Andes |                                                                  | Vega, M. Castro, Gaetano                               |
| 74 | Primera B Nacional 1996/97        | Int. 6  | Los Andes | Los Andes | 1-0       | Temperley | Marcelo Blanco                                                   |                                                        |
| 75 | Primera B Nacional 1996/97        | Int. 14 | Temperley | Temperley | 0-2       | Los Andes |                                                                  | Dezzotti, Marcelo Blanco                               |
| 76 | Primera B Nacional 1999/00        | ZM 4    | Los Andes | Los Andes | 1-1       | Temperley | Noce                                                             | J. Lencina                                             |
| 77 | Primera B Nacional 1999/00        | ZM 21   | Temperley | Temperley | 2-2       | Los Andes | Elía, Flavio Fernández                                           | Ferrer, Caiafa                                         |
| 78 | Primera B Metropolitana 2004/05   | Ap. 18  | Los Andes | Los Andes | 2-1       | Temperley | P. González, Jonathan Maidana                                    | Pablo Caballero                                        |
| 79 | Primera B Metropolitana 2004/05   | Cl. 18  | Temperley | Temperley | 0-0       | Los Andes |                                                                  |                                                        |
| 80 | Primera B Metropolitana 2005/06   | Int. 8  | Temperley | Temperley | 1-0       | Los Andes | Hure                                                             |                                                        |
| 81 | Primera B Metropolitana 2005/06   | Int. 19 | Los Andes | Los Andes | 0-2       | Temperley |                                                                  | Gabriel Hauche, Daniel Fernández                       |
| 82 | Primera B Metropolitana 2005/06   | SF 4    | Temperley | Temperley | 0-1       | Los Andes |                                                                  | Ruiz Díaz                                              |
| 83 | Primera B Metropolitana 2005/06   | SF 8    | Los Andes | Los Andes | 0-0       | Temperley |                                                                  |                                                        |
| 84 | Primera B Metropolitana 2006/07   | Ap. 20  | Temperley | Temperley | 1-0       | Los Andes | J. Ramos Martínez                                                |                                                        |
| 85 | Primera B Metropolitana 2006/07   | Cl. 20  | Los Andes | Los Andes | 2-1       | Temperley | Vega (2, 1p)                                                     | Pasquinelli (p)                                        |
| 86 | Primera B Metropolitana 2007/08   | 10      | Temperley | Temperley | 1-0       | Los Andes | J. Quevedo                                                       |                                                        |
| 87 | Primera B Metropolitana 2007/08   | 31      | Los Andes | Los Andes | 2-3       | Temperley | Tridente, Sardi                                                  | Impallari (2), Soler                                   |
| 88 | Primera B Metropolitana 2009/10   | 10      | Los Andes | Los Andes | 0-0       | Temperley |                                                                  |                                                        |
| 89 | Primera B Metropolitana 2009/10   | 31      | Temperley | Temperley | 0-1       | Los Andes |                                                                  | Luis Rodríguez                                         |
| 90 | Primera B Metropolitana 2010/2011 | 5       | Los Andes | Los Andes | 0-3       | Temperley |                                                                  | Nahuel Martínez, Cobelli (2)                           |
| 91 | Primera B Metropolitana 2010/2011 | 26      | Temperley | Temperley | 1-2       | Los Andes | Sergio López (p)                                                 | Federico García, Jonathan Tridente                     |
| 92 | Primera B Metropolitana 2011/12   | 10      | Los Andes | Los Andes | 2-2       | Temperley | Castano, Romero                                                  | González, Cérica                                       |
| 93 | Primera B Metropolitana 2011/12   | 31      | Temperley | Temperley | 0-0       | Los Andes |                                                                  |                                                        |
| 94 | Primera B Metropolitana 2012/13   | 14      | Temperley | Temperley | 2-1       | Los Andes | Giménez, López                                                   | Ojeda                                                  |
| 95 | Primera B Metropolitana 2012/13   | 35      | Los Andes | Los Andes | 0-0       | Temperley |                                                                  |                                                        |
| 96 | Primera B Metropolitana 2013/14   | 14      | Los Andes | Los Andes | 1-1       | Temperley | Alejandro Noriega                                                | Fernando Brandán                                       |
| 97 | Primera B Metropolitana 2013/14   | 35      | Temperley | Temperley | 0-1       | Los Andes |                                                                  | Alejandro Noriega                                      |
| 98 | Primera B Nacional 2018/19        | 22      | Los Andes | Los Andes | 1-0       | Temperley | Matías Linás                                                     |                                                        |

## En ambos clubes

### Futbolistas que jugaron en ambas instituciones
- Héctor Ismael Acevedo
- Horacio Luis Agostinelli
- José Luis Aguirre
- Claudio Arrebillaga
- Daniel Arrivillaga
- Jorge Balanda
- Donaldo Barba
- Marcelo Ramón Blanco
- Pablo Caballero
- Jorge Raúl Cabrera
- Ricardo Camarotti
- Marcelo Norman Choppa
- Damián Cirillo
- Esteban Horacio Corbalán
- Jorge Alberto Cordero
- Vicente Cortina Durá
- Jorge Cragno
- Carlos De Marta
- Leandro De Muner
- Felipe De Sagastizábal
- Oscar Del Castillo
- Jorge Chiche Diz
- Luis Escobedo
- Alejo Escos
- Carlos Alberto Fernández
- Daniel Alberto Fernández
- Héctor Damián Frontini
- Arístides Galeazzi
- Jorge Ginarte
- Oscar Giorgi
- Héctor Ricardo González
- Pablo Eduardo González
- Juan Carlos Goñi
- José Gorognano
- Jorge Luis Grosso
- Cristian Guaita
- Alberto Luis Iviglia
- Oscar Martín Larretchart
- Enrique Longhini
- Héctor Daniel López
- Gastón Losa
- Juan Carlos Lucero
- Antonio Mercuri
- Héctor Minitti
- Carlos Alberto Pandolfi
- Ariel Paolorossi
- Pedro Vicente Patti
- Daniel Osvaldo Pérez
- José Félix Pérez
- Ricardo Scialino
- Jorge Stranges
- Rogelio Suárez
- Raúl Italo Valsecchi
- Horacio Vañasco
- José Néstor Villegas
- Ricardo Wisniewski

### Entrenadores que dirigieron en ambas instituciones
Esta es la lista de los técnicos que llegaron a dirigir a los dos equipos.
- Jorge Ginarte
- Rodolfo Della Picca
- Aníbal Biggeri
- Fernando Ruiz

## Goleadores
| Jugador               | Equipo                | Goles         |
| --------------------- | --------------------- | ------------- |
| Osvaldo Panzutto      | Los Andes             | 11            |
| Oscar José Riccardi   | Los Andes             | 8             |
| Luciano Agnolín       | Temperley             | 6             |
| Nicolás Cuellos       | Los Andes             | 5             |
| Víctor Prato          | Temperley             | 5             |
| Esteban Corbalán      | Temperley             | 4             |
| Francisco Costa       | Los Andes             | 4             |
| Reynaldo Harguinteguy | Temperley             | 4             |
| Dardo Migone          | Temperley             | 4             |
| Silvio Sirri          | Los Andes             | 3             |
| Francisco Arcieri     | Los Andes             | 3             |
| Miguel Candedo        | Temperley             | 3             |
| Oscar Del Castillo    | Los Andes / Temperley | 3 (2 T; 1 LA) |
| Alberto Domínguez     | Temperley             | 3             |
| Miguel Donola         | Temperley             | 3             |
| Pedro Patti           | Los Andes / Temperley | 3 (2 T; 1 LA) |
| Carlos Piñero         | Los Andes             | 3             |
| Francisco Ricagno     | Los Andes             | 3             |
| Héctor Riesgo         | Temperley             | 3             |